# Stockton and Darlington Railway
A Stockton and Darlington Railway (S&DR) egy vasúti társaság volt, amely 1825 és 1863 között működött Északkelet-Angliában. A világ első gőzmozdonyokat használó közforgalmú vasútja, első vonala a Shildon melletti bányákat kötötte össze a Durham megyei Darlingtonnal és Stockton-on-Tees-szel, és hivatalosan 1825. szeptember 27-én nyitották meg. A szén hajókra történő szállítása gyorsan jövedelmező üzletággá vált, és a vonalat hamarosan meghosszabbították egy új kikötőig Middlesbrough-ban. Míg a szénszállító kocsikat a kezdetektől fogva gőzmozdonyok vontatták, addig az utasokat lovak által vontatott kocsik szállították, egészen addig, amíg 1833-ban be nem vezették a gőzmozdonyok által vontatott személykocsikat.
Az S&DR részt vett a York és Darlington közötti keleti parti fővonal építésében, de fő terjeszkedési területe a middlesbroughi dokkoknál, valamint nyugat felé Weardale-be és kelet felé Redcarig terjedt. Az 1840-es évek végén súlyos pénzügyi nehézségekkel küzdött, és majdnem átvette a York, Newcastle és Berwick Railway, mielőtt a clevelandi vasérc felfedezése és az azt követő bevételnövekedés miatt ki tudta fizetni adósságait. Az 1860-as évek elején átvette a Pennine-hegységen átívelő vasútvonalakat, amelyek Tebaynél és Cliftonnál, Penrith közelében csatlakoztak a West Coast Main Line-hoz.
A társaságot 1863-ban átvette a North Eastern Railway, átadva 200 mérföldnyi (320 kilométernyi) vonalat és mintegy 160 mozdonyt, de 1876-ig Darlington Section néven önállóan működött tovább. Az S&DR megnyitását a gőzvasutak hatékonyságának bizonyítékaként tekintették, és az évfordulót 1875-ben, 1925-ben és 1975-ben ünnepelték. Az eredeti útvonal nagy részét ma a Northern által üzemeltetett Tees Valley Line szolgálja ki.

## A vasútvonal építése
George Stephenson 1822-ben meggyőzte az északkelet-angliai Darlington és Stockton környékének bányatulajdonosait, akik vasutat akartak építeni a szén szállítására, hogy az általa tervezett gép nagyobb teher szállítására alkalmas, mint a lóvasút. A parlament által nehezen elfogadott törvény személyek szállítását is lehetővé tette a 40 kilométeres, jelentéktelen szárnyvonalon, ahol a világ első vasúti hídja is megépült. A sínek nyomtávja 4 láb és 8,5 hüvelyk, azaz 1435 mm volt, ez a mai normál nyomtáv.
A vonal hivatalos megnyitására 1825. szeptember 27-én került sor, Stephenson Locomotion nevű gőzmozdonya 33 kocsit vontatott (a mozdony után öt vagon következett szénnel, egy liszttel megrakva, a következő kocsiban a vasút tulajdonosai, igazgatói, földmérők, mérnökök kaptak helyet, ezt 20, utasok számára átalakított szenes vagon, majd legvégül hat szénnel megrakott kocsi követte) helyenként óránként 24 kilométeres sebességgel. A szerelvény mintegy 600 utast szállított, súlya pedig nagyjából 86 tonna lehetett. A szárazföldi közlekedés történetében most először fordult elő, hogy az ember a lónál gyorsabban utazott. 1830-ban megnyitották a Liverpool–Manchester vasútvonalat és a vasparipa elindult világhódító útjára. Hamarosan Amerikában és Európában is gőzerővel kezdtek vasutat építeni, megkezdődött a vasút korszaka.